# Arianna Perilli
Arianna Perilli (Rimini, 1º maggio 1976) è una tiratrice a volo italiana con cittadinanza sammarinese.

## Biografia
È sorella di Alessandra, prima vincitrice di una medaglia olimpica nella storia sammarinese.
Si avvicina al tiro a volo all'età di 14 anni, sulle orme del padre Claudio, già campione italiano di fossa olimpica e a soli 15 anni debutta con la nazionale italiana agli Europei di Bologna.
Nel corso della carriera quasi ventennale con la maglia azzurra vince una medaglia d'argento in una prova di coppa del mondo (a Lima nel 1996), due ori individuali ai campionati europei (Belgrado 2005, Maribor 2006) e un bronzo continentale (Sipoo 1997).
Nel 2009 acquisisce la cittadinanza sportiva di San Marino, paese della madre e, dopo un breve ritiro, dal 2013 riprende le competizioni internazionali.
Vince la medaglia d'argento all'edizione inaugurale dei Giochi europei di Baku 2015, guadagnando la carta olimpica per le Olimpiadi di Rio 2016 dove sfila come alfiere durante la cerimonia d'apertura.